# Butters bulái (South Park)
A Butters bulái (Butters’ Bottom Bitch) a South Park című rajzfilmsorozat 189. epizódja (13. évadjának 9. rész). Először 2009. október 14-én sugározták az Egyesült Államokban. Magyarországon 2010. január 15-én mutatta be az MTV.

## Cselekmény
Butters Stotchot az iskola udvarán az osztálytársai egy lengőlabdával püfölik, mert még nem csókolózott egy lánnyal sem (noha a harmadik évad Ritmikus csimpifon című epizódjában őt is megcsókolta Rebecca, a magániskolába járó lány). Butters úgy érzi, hogy megérdemli a dolgot. Ekkor megjelenik egy fiú és elárulja, hogy egy Samanta nevű lány pénzért csókot ad bárkinek az iskolai szertár mögött. Butters felvidul, és elhatározza, hogy elmegy a lányhoz. Kyle megpróbálja lebeszélni, mert szerinte az első csók olyan különleges alkalom, amit nem lehet pénzért megvenni. De Butters hajthatatlan, és 5 dollárért megcsókolja a lányt.
Ezután Butters az ágyában rájön, hogy mostantól igazi férfi, és ideje felelősségteljesen dolgozni. Másnap elmegy Samantához, és közli vele, hogy segíti őt üzleteiben, de cserébe a befolyt összeg egy részét neki kell adni. A lány beleegyezik a dologba. Ezután Butters más lányokat is szerződtet a cégébe, akik a város más részein is fognak csókokat árulni.
Eközben a Park megyei rendőrök szokatlan módon próbálnak véget vetni a prostitúciónak South Parkban. Miután az egyik rendőr prostituáltnak öltözve szexuális kapcsolatot létesít egy férfival, a rendőr letartóztatja prostitúció igénybevétele miatt.
Butters megtudja, hogy az övéhez hasonló cégek találkozót rendeznek, ezért elhatározza, hogy elmegy, mert szeretne tőlük új praktikákat tanulni. Az összejövetelen részvevő, nagyrészt színes bőrű alakok azonban valóban prostituáltakat futtatnak, bár Butters azt hiszi, hogy alkalmazottaik szintén csókokat árulnak. Miután megosztja velük, hogy jelenleg csak négy lányt futtat, a többiek elkezdik oktatni, hogy igazi futtató válhassék belőle.
Butters cége egyre nagyobb hírnévre tesz szert, és igazi prostituáltak is csatlakoznak hozzá, mert úgy hallották, hogy Butters tiszteli a lányokat. A prostituáltak miatt még nagyobb összegek folynak be a cégbe (persze Butters továbbra is azt hiszi, hogy a prostituáltak csupán csókokat árulnak). Butters a pénzből a lányoknak lakásokat is biztosít.
Igen jól megy már a cég, de az egyik nap megjelenik a prostituáltnak öltözött rendőr, hogy lebuktassa Butters cégét. Éppen letartóztatná őket, amikor megjelenik a rendőr futtatója és feleségül kéri őt. A rendőr igent mond neki, annak reményében, hogy idővel őt is le tudja buktatni. Butters látva a rendőr és futtatója szerelmét, rájön, hogy nem helyes amit a cége csinál, és kilép az üzletből, amit a lányokra hagy.

## Utalások
- Az epizód utalásokat tartalmaz 1999-es American Pimp című futtatókról készült dokumentumfilmről. A film Albert Hughes és Allen Hughes rendezésében készült, és összesen 24 interjút tartalmaz, melyek futtatókkal készültek. A meginterjúvoltak között van a híres San Franciscó-i gitáros, Filmore Slim, aki az 1960-as és 70-es években foglalkozott lányok futtatásával. Több rapperrel is készültek interjúk, mint Too Short, aki hasonló stílust vett fel mint a futtatók. Továbbá több Amerika-szerte hírhedt futtatóval is tartalmaz beszélgetést a film.
- Az epizód további utalásokat tartalmaz a HBO dokumentumfilmjére a Pimps Up, Hoes Down-ra, ami Player's Ball-t (Játékosok bálját) mutatja be. A Player's Ball minden évben megrendezett összejövetel Chicagóban, amelyen futtatók vesznek részt, de hasonló rendezvényeket tartanak már Oaklandben és Miamiban is. Butters az epizódban pont egy ilyen összejövetelen vesz részt.

## Külső hivatkozások
- Butters bulái Archiválva 2009. december 16-i dátummal a Wayback Machine-ben a South Park Studios hivatalos honlapon
- Butters bulái az Internet Movie Database oldalon (angolul)